# Dębowiec (powiat Cieszyński)
Dębowiec (Duits: Baumgarten, Tsjechisch: Dubovec) is een dorp in de Poolse Woiwodschap Silezië, in het district Cieszyn. De plaats maakt deel uit van de gelijknamige landgemeente Dębowiec waar de plaats ook tevens hoofdplaats is van de landgemeente en dus ook het bestuur van de landgemeente in de plaats zetelt. Dębowiec heeft 1772 inwoners in 2008.

## Plaatsnaam
De betekenis van de plaatsnaam in het Pools en in het Duits verschillen nogal wat. De Poolse naam van de plaats is afgeleid van eiken (Pools: dąb meerfout: dęby) en duidt een eikenhouten onderdeel van hout. De Duitse naam betekent Baum (boom) en Garten (tuin), of boomgaard.

## Geografie
Dębowiec heeft een oppervlakte 13,17 vierkante kilometer en ligt in het zuidwesten van Polen en ligt daarbij 6 kilometer ten westen bij de dichtstbijzijnde stad Skoczów,  10 kilometer ten noordoosten van Cieszyn, 24 kilometer ten westen van Bielsko-Biała en 55 kilometer ten zuidwesten van Katowice. Dębowiec ligt zo'n 10 kilometer van de Tsjechische grens verwijderd.

## Galerij

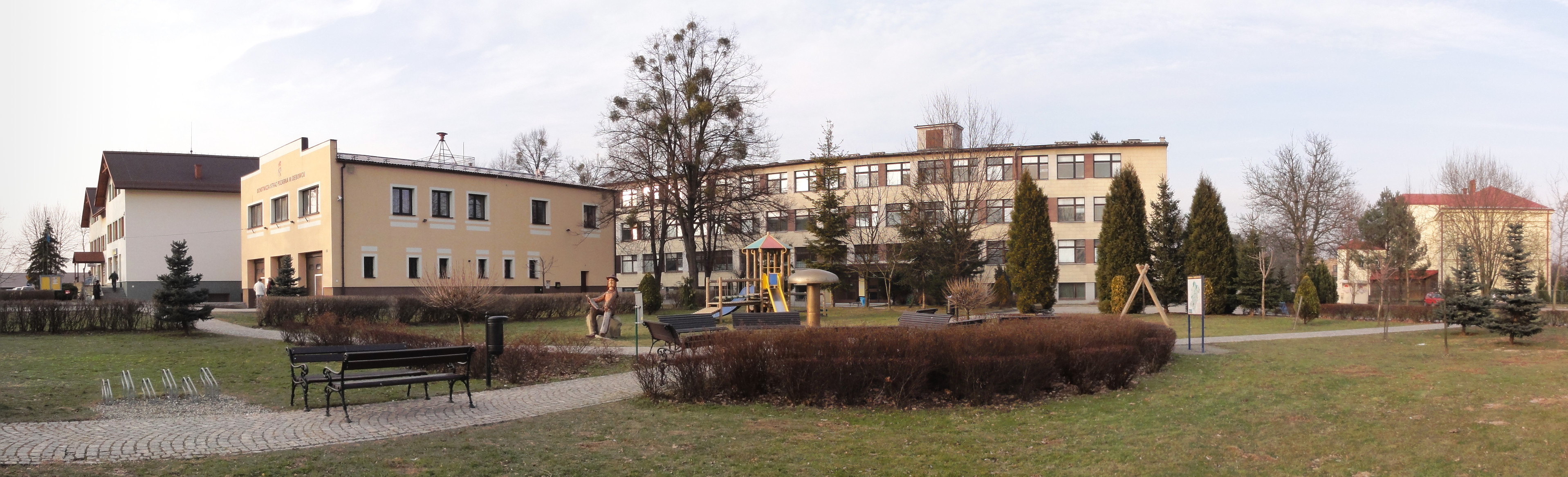
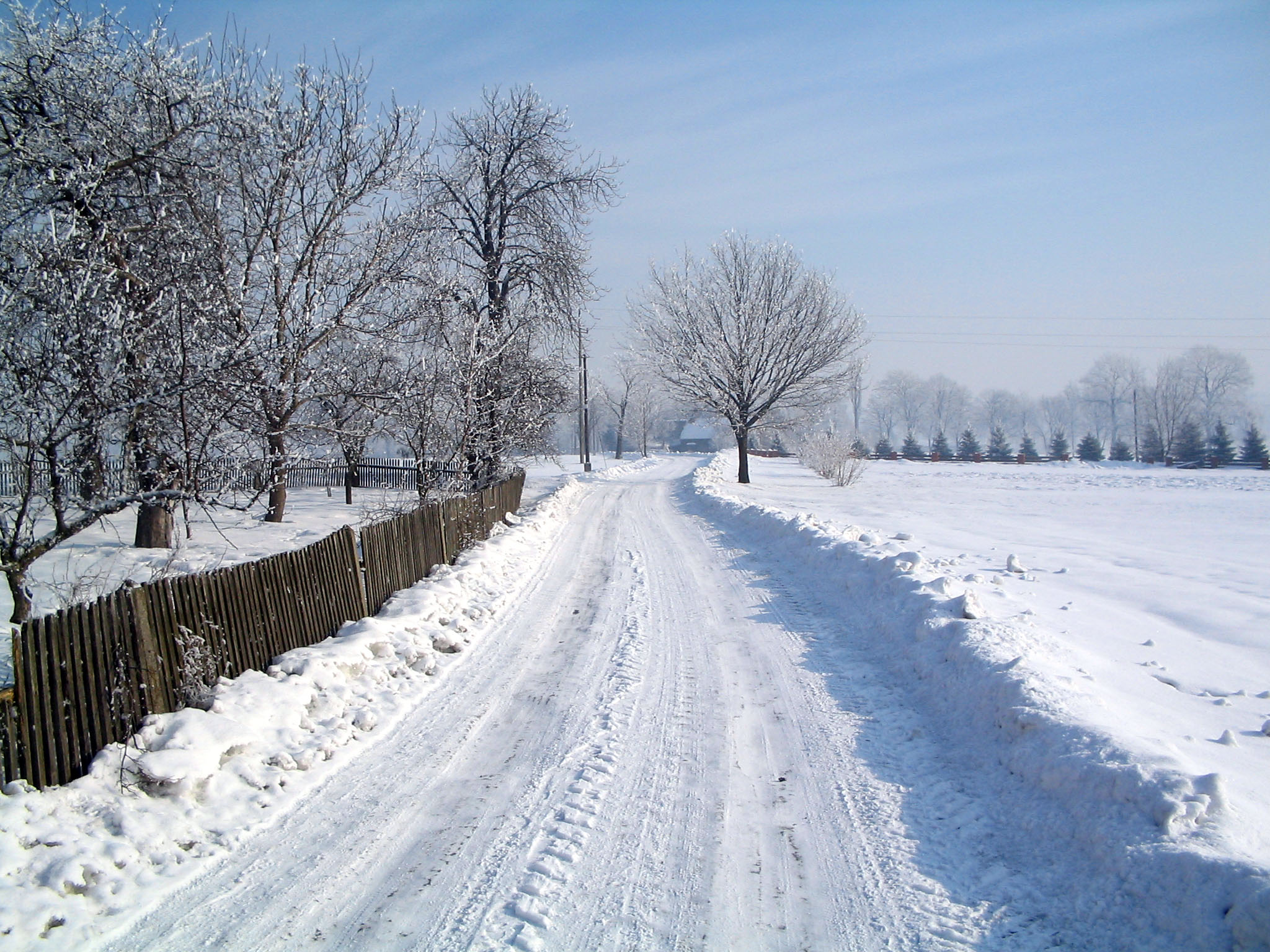
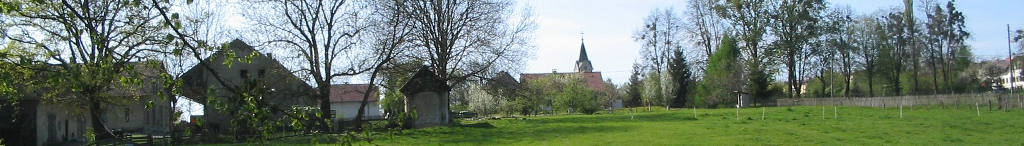